# 韓大洙
韓大洙（ハン・デス、 1948年3月12日 - ）は大韓民国の男性歌手、作詞家、作曲家、編曲家であり、写真家、ラジオDJ、司会、俳優。

## 人物
核物理学者の父親ハン・チャンソクと母親のピアニストパク・チョンジャの間に生まれた。慶尚南道釜山部（現：慶尚南道釜山市）で生まれ育った韓大洙（ハン・デス）は、７歳の頃、アメリカに留学中だった父親が行方不明になり、続いて母親が再婚したことをきっかけに、神学者の祖父と暮らした。その祖父ハン・ヨンギョ博士は、アンダーウッド博士と共に延世大学を設立し、初代学長と大学院長を務めた。 1955年に釜山南日小学校に入学したが、3年後の1958年に渡米し、ニューヨーク、ハーレムにあるPS 125小学校を卒業した。 1961年に韓国に戻って、慶南中学校に通い、1964年に父親を発見したという知らせを受け、 1965年に再び渡米して慶南高校からロングアイランドAG Berner高校に転校した。 1966年にニューハンプシャー大学獣医科に入学したものの、すぐに自退して、自分の適正を求め、ニューヨーク写真学校に入学した。
彼は1968年に帰国し、翌年の1969年にソン・チャンシク、ユン・ヒョンジュ、チョ・ヨンナムが当時活躍していた「セシボン」でデビューした韓大洙は、フォークロックというジャンルを韓国で初めて紹介した。無名歌手として活動していた1971年、海軍（149期）に入隊し、1974年に除隊した。『コリア・ヘラルド』で記者として働いていた1974年、作曲を担当し別の歌手に提供した2曲がとても有名になっていったことを受け、その年初めてのレコードである「遠くて長い道 - 멀고 먼 길」を録音した。現在、このアルバムに収録されている「水をくれ - 물 좀 주소」、「幸福の国 - 행복의 나라로」などは、音楽界で韓国フォークロックの新たなページを開いた曲として評価を受けている。1975年、第二集が出たものの、それらが政権の体制転覆を企んだ曲であるという理由で、アルバムを回収するように命令を受けた。行く手を阻まれたことで絶望を覚えながらも、再び渡米した、その後1989年に帰国し、久々のアルバムを発表した。その後、いくつかのアルバムを出しながら、現在は写真を撮影したり、公演を行ったりして活動している。
1970年台の2集ころに有名なファッションデザイナーのキム・ミョンシンに会って結婚したが、妻の年下のドイツ人男性との不倫により離婚することになった。 3、4年が過ぎたとき、道で偶然元夫人と出くわしたところ、彼女は心身に疲労を抱え、行くあてのない状態であった。仕方がなく、一週間滞在するということにして、家に連れて帰ったが、期間はどんどん引き伸ばされ、その同居は1年をはるかに超えた。そのため、元夫人にいつまでに、家を出て行ってほしいと伝えるほかなくなった。後にモンゴル系ロシア人であるオクサナ・アルフェロワ（Oxana Alferova）に出会い、1992年に再婚し、還暦が終わったころに娘を授かった。

## 音楽
彼は1968年に帰国し、ソン・チャンシク、ユン・ヒョンジュ、チョ・ヨンナムと共に「セシボン」でデビューし、1969年に南山ドラマセンターで印象的な演奏会を行った。照明をすべて消した暗黒の中で、時計の秒針の音が聞こえ始め、どこからか香りが漂い、そして韓大洙が盛大にオープニング曲を演奏しながら登場した。この日韓大洙が聞かせてくれた歌の多くは、彼が18歳の時に作曲したもので、ほとんどがポップソングによって占められていた大衆音楽とは対照的であった。この公演は1969年を「韓国フォーク元年」の年にしたと評価されている。彼はセシボンでデビューしたが、「セシボン世代」には分類されない。ニューヨークでヒッピー文化をリアルタイムで受け入れた彼は、時代を非常に先取った音楽を演奏していた。 

## 作品

### 正規アルバム
- 1集 《멀고 먼 길》(1974年)
- 2集 《고무신》(1975年)
- 3集 《무한대》(1989年)
- 4集 《기억상실》(1990年)
- 5集 《천사들의 담화》(1991年)
- 7集 《이성의 시대·반역의 시대》(1999年) - ニューヨーク発売
- 8集 《Eternal Sorrow》(2000年)
- 9集 《고민》(2002年)
- 10集 《상처》(2004年)
- 11集 《2001 Live At Olympic Fencing Stadium》(2005年)
- 12集 《욕망》(2006年)

### テレビ出演
- MBC 《ハンボムドラマ》 - 第3回〈私は吸血鬼だ〉出演（2003年） [1]
- 光州MBC《ドール＆ハンデスロックコンサート - 幸せの国へ！》（2006年）
- MBC 《Slow talK ワニ語》進行（2008年）
- tvN《トレンドTVマリリン》進行（2008年）
- MBCドラマネット《フクロウ》 - 第14,15,16回出演（2010年）
- KBS2 《テレビは愛を載せる》ゲスト（2020年）